# Прашка (гміна)
Гміна Прашка (пол. Gmina Praszka) — місько-сільська гміна у південно-західній Польщі. Належить до Олеського повіту Опольського воєводства.
Станом на 31 грудня 2011 у гміні проживало 13916 осіб.

## Площа
Згідно з даними за 2007 рік площа гміни становила 102.80 км², у тому числі:
- орні землі: 66.00%
- ліси: 26.00%

Таким чином, площа гміни становить 10.56% площі повіту.

## Населення
Станом на 31 грудня 2011:
| Опис     | Загалом | Загалом | Чоловіки | Чоловіки | Жінки | Жінки |
| -------- | ------- | ------- | -------- | -------- | ----- | ----- |
| одиниця  | осіб    | %       | осіб     | %        | осіб  | %     |
| все      | 13916   | 100     | 6831     | 49.09    | 7085  | 50.91 |
| міське   | 8113    | 100     | 3958     | 48.79    | 4155  | 51.21 |
| сільське | 5803    | 100     | 2873     | 49.51    | 2930  | 50.49 |

## Сусідні гміни
Гміна Прашка межує з такими гмінами: Ґожув-Шльонський, Мокрсько, Понтнув, Радлув, Рудники, Скомлін.